# Hylinge

Hylinge är en herrgård i Söderköpings kommun.
Hylinge ligger mellan Söderköping och Linköping, i Västra Husby socken. Det är känt sedan 1300-talet. En tid under 1500-talet löd det under Askeby kloster. Under 1600-talet ägdes Hylinge av släkten Gyldenklou och under 1700-talet av Burensköld och Schwerin. År 1779 tillträdde Fredrik Georg Strömfelt och hans hustru Anna Magdalena Wachtmeister varefter gården varit i släktens ägo till 1966 då siste fideikommissarien ryttmästaren greve Carl Strömfelt avled. Ägandet övergick sedermera till dennes brorson majoren greve Carl Haraldsson Strömfelt.
Under Fredrik Georg Strömfelts ägande fullbordades antagligen år 1788 huvudbyggnaden efter ritningar troligen av Olof Tempelman eventuellt i samarbete med Erik Palmstedt. Byggmästare var Anders Sundström från Nyköping. Stenhuset från 1600-talets mitt finns kvar som en flygel till nuvarande huvudbyggnad.

## Historik
Hylinge var en fideikommiss i Västra Husby socken, Hammarkinds härad. Äldste kände ägaren till Hylinge eller
Hyllinge, som namnet skrevs under 1700-talet, är presidenten Anders Gyldenklou (1602–1665), därefter hans son överstelöjtnanten David Gyldenklou (1629–1686) och vidare 1683 dennes broder, assessorn Jakob Gyldenklou (1636–1692). Ägdes senare av de två sistnämndes syster Catharina Gyldenklou (1643–1696), som i sitt första gifte hade presidenten Nils Appelgren (1630–1677). Efter deras död tillhörde egendomen deras son, översten Anders Appelgren (1670–1716). Han dog ogift i Moskva år 1716, då Hylinge dels ärvdes och dels utlöstes av systern Elsa Appelgren (1665–1741) och hennes man friherre
Jacob Burensköld (1655–1738), tillhörde därefter dottern Mariana Johanna Burensköld (1694–1774), som var gift med generalmajoren, friherre Claus Filip von Schwerin (1689–1748). Vid denna tid tillhörde egendomen det Burensköldska fideikommisset. Senare ägdes Hylinge av riksrådet, greve Jacob Philip von Schwerin, som sålde det till konteramiralen och landshövdingen, greve Fredrik Georg Strömfelt, vilken jämte sin första fru Anna Magdalena Wachtmeister (död 1782) stiftade egendomen jämte underliggande 243⁄8 mantal till fideikommiss för sin ätt, genom förordnande den 20 april
1782. Efter fideikommisstiftarens död 1814 tillföll egendomen sonen justitierådet, greve Hans Fredrik Harald Strömfelt samt efter dennes död 1837, sonen greve Fredrik Knut Harald Strömfelt.

### Byggnader
Mangården byggdes upp av greve Fredrik Georg Strömfelt och bestod av huvudbyggnad i tre våningar
och souterain åt trädgården samt två flygelbyggnader, allt av sten.